# トニー・クリスティ
トニー・クリスティ（英語：Tony Christie、本名：アンソニー・フィッツジェラルド（Anthony Fitzgerald）、1943年4月25日 - ）は、イギリス・イングランド・サウス・ヨークシャー出身の男性ポップス歌手である。

## 来歴
1971年に全英シングルチャートにおいて「復讐のバラード」 (I Did What I Did For Maria) と「恋のアマリロ」 (Is This The Way To Amarillo?) の2作品が、ベスト20ヒットとなる。翌1972年、イギリスの人気テレビドラマ『プロテクター電光石火』 (The Protectors) のエンディング・テーマ曲「Avenues and Alleyways」もヒットした。
1976年には、ミュージカル『エビータ』でマガルディ (Magaldi) 役を演じ、同年のユーロビジョン・ソング・コンテストのイギリス代表選考会にノミネートされるが、惜しくも次々点に終わった。ちなみのその年の本大会は、イギリスのブラザーフッド・オブ・マンが優勝した。
2002年に「恋のアマリロ」がチャンネル4のコメディ番組『フェニックス・ナイツ』 (Peter Kay's Phoenix Nights) でタイアップされ、人気復活のきっかけとなった。2005年には、BBCのチャリティー・イベント「コミック・レリーフ」で義援金を集めるため『フェニックス・ナイツ』の主演、ピーター・ケイと組み「恋のアマリロ」が再リリースされた。同年3月14日の発売であったが、全英シングルチャートでは稀に見る7週連続（2005年3月20日・27日・4月3日・10日・17日・24日・5月1日発表分）1位を獲得し、イギリスにおいて2005年を代表する曲となった。また、同年9月にはオランダのバンド「エルメス・ハウス・バンド」が「恋のアマリロ」をカバーした際に自らもボーカルで参加、このバージョンはドイツで25位、オーストリアで45位にチャートインしている。

## ディスコグラフィ

### スタジオ・アルバム
- 『トニー・クリスティー』 - Tony Christie (1971年)
- 『君のいない世界で』 - With Loving Feeling (1973年)
- It's Good To Be Me (1974年)
- From America with Love (1974年)
- I'm Not in Love (1976年)
- Ladies Man (1980年)
- Time And Tears (1982年)
- As Long As I Have You (1983年)
- Country Love (1983年)
- Welcome to My Music (1991年)
- Welcome to My Music 2 (1992年)
- In Love Again (1993年)
- Calypso And Rum (1994年)
- This Is Your Day (1996年)
- Time For Love (1998年)
- Weihnachten mit Tony Christie (2001年)
- Worldhits & Love-Songs (2002年)
- Simply in Love (2006年)
- Made in Sheffield (2008年)
- 『ナウ・イズ・ザ・タイム!』 - Now's the Time! (2011年)
- The Great Irish Songbook (2015年) ※with Ranagri

### ライブ・アルバム
- Live at the Festival "The Golden Orpheus '72" – Bulgaria (1972年)
- Live (1975年)

### コンピレーション・アルバム
- Greatest Hits (1982年)
- Island in the Sun (1996年)
- The Greatest Hollywood Movie Songs (1999年)
- Definitive Collection (2005年)
- Christmas With Christie (2005年)
- Best Of – Die größten Hits aus 50 Jahren (2012年)
- 50 Golden Greats (2016年)

### シングル
- 「恋のアマリロ」 - "Amarillo" (1971年) ※邦題は『愛の別れ道』の場合もある。2005年再録音版もヒット
- 「復讐のバラード」 - "I Did What I Did For Maria" (1971年)